# Teyonah Parris
Teyonah Parris (Hopkins, 1987. szeptember 22. vagy 1987 –) amerikai színésznő.
A Juilliard Schoolon diplomázott, első nagyobb szerepét a Mad Men – Reklámőrültek című drámasorozatban kapta 2012 és 2015 között. Látható volt ezt követően olyan alkotásokban, mint a Közvetlen célpont, a Chi-Raq, az Empire, illetve a Kampókéz című horrorfilm. Egyik legismertebb alakítása továbbá Monica Rambeau szerepe a Marvel-moziuniverzumban, amely szerepben elsőként a WandaVízió sorozatban tűnt fel, majd 2023-ban a Marvelek mozifilmben.

## Fiatalkora
1987. szeptember 22-én született Hopkinsban.  Másodéves koráig a Lower Richland High Schoolba járt. Felvették a South Carolina Governor's School for the Arts & Humanitiesbe, ahol a 11. és 12. osztályt végezte, mielőtt a Juilliard Schoolba járt és diplomát szerzett.

## Pályafutása
2012 és 2015 között a Mad Men – Reklámőrültek című sorozatban szerepelt. 2014-ben a Dear White People című filmben tűnt fel. 2014 és 2017 között főszereplője volt a Survivor's Remorse című sorozatnak. 2015-ben a Chi-Raq című filmben Lysistratát alakította. 2017-ben az Empire című sorozat mellékszereplője volt. 2018-ban a Ha a Beale utca mesélni tudna című filmben Ernestine Rivers karakterét alakította. 2021-ben csatlakozott a Marvel-moziuniverzumhoz a WandaVízió című sorozatban. 2023-ban megismételte a szerepét a Marvelek című filmben.

## Filmográfia

### Filmek
| Év   | Magyar cím                    | Eredeti cím                                      | Szerep                   | Magyar hang                                           |
| ---- | ----------------------------- | ------------------------------------------------ | ------------------------ | ----------------------------------------------------- |
| 2010 |                               | Empire Corner                                    | Alma                     |                                                       |
| 2010 |                               | Wu is Dead                                       | Alma                     |                                                       |
| 2010 | Honnan tudod?                 | How Do You Know                                  | Riva                     |                                                       |
| 2013 |                               | A Picture of You                                 | Mika                     |                                                       |
| 2014 | Végül összejöttünk            | They Came Together                               | Wanda                    | Szabó Emília (1. szinkron) Lamboni Anna (2. szinkron) |
| 2014 |                               | Dear White People                                | Colandrea "Coco" Conners |                                                       |
| 2015 |                               | Five Nights in Maine                             | Penelope                 |                                                       |
| 2015 |                               | Where Children Play                              | Bellissima Mccain        |                                                       |
| 2015 |                               | Chi-Raq                                          | Lysistrata               |                                                       |
| 2016 |                               | Love Under New Management: The Miki Howard Story | Miki Howard              |                                                       |
| 2016 |                               | 90 Days                                          | Jessica                  |                                                       |
| 2018 | Ha a Beale utca mesélni tudna | If Beale Street Could Talk                       | Ernestine Rivers         | Dobó Enikő                                            |
| 2019 | Közvetlen célpont             | Point Blank                                      | Taryn                    | Dobó Enikő                                            |
| 2020 | Charm City királyai           | Charm City Kings                                 | Terri                    | Csuha Bori                                            |
| 2020 | A fénykép                     | The Photograph                                   | Asia                     |                                                       |
| 2021 | Kampókéz                      | Candyman                                         | Brianna Cartwright       | Bogdányi Titanilla                                    |
| 2023 | Tyrone klónja                 | They Cloned Tyrone                               | Jojó                     | Dobó Enikő                                            |
| 2023 | Marvelek                      | The Marvels                                      | Monica Rambeau           | Szabó Emília                                          |
| 2023 | Egy igazi karácsony           | Dashing Through the Snow                         | Allison Garrick          | Dobó Enikő                                            |

### Televíziós szerepek
| Év         | Magyar cím                 | Eredeti cím                    | Szerep                       | Megjegyzések                          |
| ---------- | -------------------------- | ------------------------------ | ---------------------------- | ------------------------------------- |
| 2010       | A férjem védelmében        | The Good Wife                  | Melinda Gossett              | 1 epizód                              |
| 2012–2015  | Mad Men – Reklámőrültek    | Mad Men                        | Dawn Chambers                | mellékszereplő                        |
| 2013       | CSI: A helyszínelők        | CSI: Crime Scene Investigation | Karen Branston               | 1 epizód                              |
| 2014–2017  |                            | Survivor's Remorse             | Missy Vaughn                 | főszereplő                            |
| 2017       |                            | Placeholders                   | Marla                        | 2 epizód                              |
| 2017       | Empire                     | Empire                         | Pamela Rose                  | mellékszereplő                        |
| 2018       |                            | Murder                         | Ayana Lake                   | tévéfilm                              |
| 2021       | WandaVízió                 | WandaVision                    | Monica Rambeau / "Geraldine" | főszereplő magyar hangja Szabó Emília |
| 2021, 2024 | Marvel Studios: Betekintés | Marvel Studios: Assembled      | önmaga                       | 1 epizód                              |
| 2024       | Mi lenne, ha…?             | WandaVision                    | Monica Rambeau (hangja)      | 1 epizód magyar hangja Szabó Emília   |
| 2024       | Hullik a vakolat           | No Good Deed                   | Carla Owens                  | főszereplő                            |